# Alexander Winkler
Alexander (Gustav) Adolfovich Winkler, també Alexandre Adolfovich Winkler (Khàrkiv (Ucraïna), 3 de març, 1865 - Besançon (França), 6 d'agost, 1935), va ser un pianista, compositor i pedagog musical ucrania d'origen alemany.

## Biografia
Winkler va completar els seus estudis de dret a la Universitat de Kharkiv, Imperi Rus, el 1887 i també va estudiar piano a l'Escola de Música de Kharkiv de la Societat Musical Russa, on es va graduar el 1889. Va continuar estudiant piano amb Alphonse Duvernoy a París i a Viena amb Theodor Leschetizky, on també va ser estudiant de composició de Karel Navrátil.
Winkler va tornar a l'escola de música de Kharkiv com a professor de piano des de 1890 fins a 1896. Per recomanació de Leschetizky, va ser convidat a Sant Petersburg per ensenyar al Conservatori, on va tenir classes de piano de 1896 a 1924, convertint-se en professor de piano a 1909. El jove Serguei Prokófiev va ser un dels seus alumnes des de 1905. Des de 1907, Winkler va ser crític musical del diari en llengua alemanya St. Petersburgische Zeitung. Com molts professors del Conservatori de Sant Petersburg, va ser membre del cercle Belyayev, un grup creatiu de músics dirigit per Nikolai Rimski-Kórsakov, que sens dubte va afectar el seu treball compositiu.
El 1924, Winkler va emigrar a França, on a partir de 1925 va ensenyar a la Universitat del Franc Comtat de Besançon.
A part d'algunes cançons, Winkler va compondre només música instrumental, sobretot composicions per a piano i música de cambra. Va fer transcripcions per a piano d'una sèrie d'obres de Mikhail Glinka, Alexander Glazunov i Rimsky-Korsakov, com Capriccio Espagnol i el ballet Raymonda, així com obres orquestrals d'Alexander Scriabin.

## Obres seleccionades
Per conèixer l'obra de Winkler, aneu al seu arxiu de la Viquipèdia anglesa

## Discografia
- Russian Viola Sonates – Eliesha Nelson (viola), Glen Inanga (piano); Sono Luminus DSL-92136 (2011)
- Sonata per a viola i piano, op. 10
- Dues peces per a viola i piano, op. 31
- Viola Incognita – Pavel Ciprys (viola), Daniel Wiesner (piano); RadioServis (ràdio txeca) CR0386-2 (2012)
- Sonata per a viola i piano, op. 10